# Regla de Ruffini

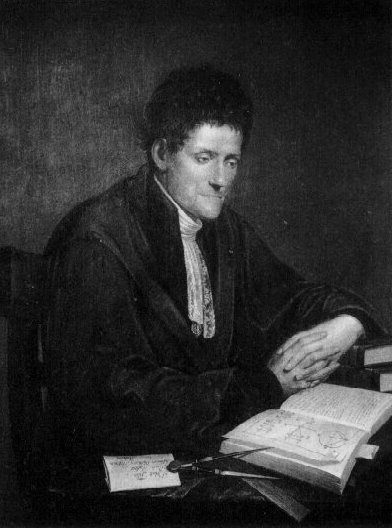
Imatge de Paolo Ruffini, autor del mètode de Ruffini.

En matemàtiques, la regla de Ruffini (o mètode de Ruffini) és un procediment que permet dividir de manera eficient un polinomi qualsevol entre un binomi de la forma {\displaystyle x-r}. També permet verificar si un nombre r és arrel d'un polinomi, i factoritzar-lo en binomis de la forma {\displaystyle x-r}. La regla de Ruffini rep el seu nom del matemàtic italià Paolo Ruffini, que en va donar una descripció l'any 1804.

## Algorisme
El mètode serveix per a dividir un polinomi del tipus:
{\displaystyle P(x)=a_{n}x^{n}+a_{n-1}x^{n-1}+\cdots +a_{1}x+a_{0}}
entre binomi
{\displaystyle Q(x)=x-r\,\!}
per a obtenir el polinomi quocient
{\displaystyle R(x)=b_{n-1}x^{n-1}+b_{n-2}x^{n-2}+\cdots +b_{1}+b_{0}}
i el residu s.
Per a dividir P(x) entre Q(x):
1. S'agafen els coeficients de P(x) i s'escriuen ordenats. Llavors s'escriu r a la cantonada de davall a l'esquerra, tot just damunt la línia:
```

  

    

      

        

          

            

              

              

                

                  
a

                  

                    
n

                  

                

              

              

                

                  
a

                  

                    
n

                    
−

                    
1

                  

                

              

              

                
…

              

              

                

                  
a

                  

                    
1

                  

                

              

              

                

                  
a

                  

                    
0

                  

                

              

            

            

              

                
r

              

              

              

              

              

              

            

            

              

              

              

              

              

              

            

          

        

      

    

    
{\displaystyle {\begin{array}{c|c c c c c}&a_{n}&a_{n-1}&\dots &a_{1}&a_{0}\\r&&&&&\\\hline &&&&&\\\end{array}}}

  

```

2. Es copia el coeficient de més a l'esquerra (an) a baix de tot, Tot just davall de la ratlla:
```

  

    

      

        

          

            

              

              

                

                  
a

                  

                    
n

                  

                

              

              

                

                  
a

                  

                    
n

                    
−

                    
1

                  

                

              

              

                
…

              

              

                

                  
a

                  

                    
1

                  

                

              

              

                

                  
a

                  

                    
0

                  

                

              

            

            

              

                
r

              

              

              

              

              

              

            

            

              

              

                

                  
a

                  

                    
n

                  

                

              

              

              

              

              

            

            

              

              

                
=

                

                  
b

                  

                    
n

                    
−

                    
1

                  

                

              

              

              

              

              

            

          

        

      

    

    
{\displaystyle {\begin{array}{c|c c c c c}&a_{n}&a_{n-1}&\dots &a_{1}&a_{0}\\r&&&&&\\\hline &a_{n}&&&&\\&=b_{n-1}&&&&\end{array}}}

  

```

3. Dels nombres que hi ha davall de la ratlla, s'agafa el que queda més a la dreta i es multiplica per r el resultat s'escriu al damunt de la ratlla una posició més a la dreta:
```

  

    

      

        

          

            

              

              

                

                  
a

                  

                    
n

                  

                

              

              

                

                  
a

                  

                    
n

                    
−

                    
1

                  

                

              

              

                
…

              

              

                

                  
a

                  

                    
1

                  

                

              

              

                

                  
a

                  

                    
0

                  

                

              

            

            

              

                
r

              

              

              

                

                  
b

                  

                    
n

                    
−

                    
1

                  

                

                
⋅

                
r

              

              

              

              

            

            

              

              

                

                  
a

                  

                    
n

                  

                

              

              

              

              

              

            

            

              

              

                
=

                

                  
b

                  

                    
n

                    
−

                    
1

                  

                

              

              

              

              

              

            

          

        

      

    

    
{\displaystyle {\begin{array}{c|c c c c c}&a_{n}&a_{n-1}&\dots &a_{1}&a_{0}\\r&&b_{n-1}\cdot r&&&\\\hline &a_{n}&&&&\\&=b_{n-1}&&&&\end{array}}}

  

```

4. Se sumen els dos valors que es troben a la mateixa columna
```

  

    

      

        

          

            

              

              

                

                  
a

                  

                    
n

                  

                

              

              

                

                  
a

                  

                    
n

                    
−

                    
1

                  

                

              

              

                
…

              

              

                

                  
a

                  

                    
1

                  

                

              

              

                

                  
a

                  

                    
0

                  

                

              

            

            

              

                
r

              

              

              

                

                  
b

                  

                    
n

                    
−

                    
1

                  

                

                
⋅

                
r

              

              

              

              

            

            

              

              

                

                  
a

                  

                    
n

                  

                

              

              

                

                  
b

                  

                    
n

                    
−

                    
1

                  

                

                
⋅

                
r

                
+

                

                  
a

                  

                    
n

                    
−

                    
1

                  

                

              

              

              

              

            

            

              

              

                
=

                

                  
b

                  

                    
n

                    
−

                    
1

                  

                

              

              

                
=

                

                  
b

                  

                    
n

                    
−

                    
2

                  

                

              

              

              

              

            

          

        

      

    

    
{\displaystyle {\begin{array}{c|c c c c c}&a_{n}&a_{n-1}&\dots &a_{1}&a_{0}\\r&&b_{n-1}\cdot r&&&\\\hline &a_{n}&b_{n-1}\cdot r+a_{n-1}&&&\\&=b_{n-1}&=b_{n-2}&&&\end{array}}}

  

```

5. Es repeteixen els passos 3 i 4 fins que s'acabin els nombres
```

  

    

      

        

          

            

              

              

                

                  
a

                  

                    
n

                  

                

              

              

                

                  
a

                  

                    
n

                    
−

                    
1

                  

                

              

              

                
…

              

              

                

                  
a

                  

                    
1

                  

                

              

              

                

                  
a

                  

                    
0

                  

                

              

            

            

              

                
r

              

              

              

                

                  
b

                  

                    
n

                    
−

                    
1

                  

                

                
⋅

                
r

              

              

                
…

              

              

                

                  
b

                  

                    
1

                  

                

                
⋅

                
r

              

              

                

                  
b

                  

                    
0

                  

                

                
⋅

                
r

              

            

            

              

              

                

                  
a

                  

                    
n

                  

                

              

              

                

                  
b

                  

                    
n

                    
−

                    
1

                  

                

                
⋅

                
r

                
+

                

                  
a

                  

                    
n

                    
−

                    
1

                  

                

              

              

                
…

              

              

                

                  
b

                  

                    
1

                  

                

                
⋅

                
r

                
+

                

                  
a

                  

                    
1

                  

                

              

              

                

                  
a

                  

                    
0

                  

                

                
+

                

                  
b

                  

                    
0

                  

                

                
⋅

                
r

              

            

            

              

              

                
=

                

                  
b

                  

                    
n

                    
−

                    
1

                  

                

              

              

                
=

                

                  
b

                  

                    
n

                    
−

                    
2

                  

                

              

              

                
…

              

              

                
=

                

                  
b

                  

                    
0

                  

                

              

              

                
=

                
s

              

            

          

        

      

    

    
{\displaystyle {\begin{array}{c|c c c c c}&a_{n}&a_{n-1}&\dots &a_{1}&a_{0}\\r&&b_{n-1}\cdot r&\dots &b_{1}\cdot r&b_{0}\cdot r\\\hline &a_{n}&b_{n-1}\cdot r+a_{n-1}&\dots &b_{1}\cdot r+a_{1}&a_{0}+b_{0}\cdot r\\&=b_{n-1}&=b_{n-2}&\dots &=b_{0}&=s\\\end{array}}}

  

```

els valors b són els coeficients del polinomi resultat (R(x)), El grau del polinomi resultat serà un menys que el de P(x), i s serà el residu.

## Aplicacions del mètode
El mètode de Ruffini té moltes aplicacions pràctiques; la majoria es basen en la simple divisió (tal com s'ha explicat abans) o les extensions que s'expliquen tot seguit.

### Divisió d'un polinomi entrex−r
Tot seguit es dona un exemple de la divisió de polinomis, tal com s'ha descrit abans.
Sia
{\displaystyle P(x)=2x^{3}+3x^{2}-4\,\!}
{\displaystyle Q(x)=x+1\,\!}
Es vol dividir P(x) entre Q(x) emprant el mètode de Ruffini. El principal problema és que Q(x) no sembla que sigui un binomi de la forma {\displaystyle x-r}, sinó de la forma {\displaystyle x+r}. Cal reescriure Q(x) així:
{\displaystyle Q(x)=x+1=x-(-1)\,\!}
Ara s'aplica l'algorisme:
1. S'escriuen els coeficients a la primera fila i r(-1) a l'esquerra. Fixeu-vos que, com que P(x) no té cap coeficient per a x, s'ha escrit un 0:
```

  

    

      

        

          

            

              

              

                
2

              

              

                
3

              

              

                
0

              

              

                
−

                
4

              

            

            

              

                
−

                
1

              

              

              

              

              

            

            

              

              

              

              

              

              

            

          

        

      

    

    
{\displaystyle {\begin{array}{c|c c c c}&2&3&0&-4\\-1&&&&\\\hline &&&&&\end{array}}}

  

```

2. Es baixa el primer coeficient (2) a la ratlla de sota:
```

  

    

      

        

          

            

              

              

                
2

              

              

                
3

              

              

                
0

              

              

                
−

                
4

              

            

            

              

                
−

                
1

              

              

              

              

              

            

            

              

              

                
2

              

              

              

              

              

            

          

        

      

    

    
{\displaystyle {\begin{array}{c|c c c c}&2&3&0&-4\\-1&&&&\\\hline &2&&&&\end{array}}}

  

```

3. Es multiplica l'últim valor obtingut per r i el resultat (-2) es posa a la columna següent:
```

  

    

      

        

          

            

              

              

                
2

              

              

                
3

              

              

                
0

              

              

                
−

                
4

              

            

            

              

                
−

                
1

              

              

              

                
−

                
2

              

              

              

            

            

              

              

                
2

              

              

              

              

              

            

          

        

      

    

    
{\displaystyle {\begin{array}{c|c c c c}&2&3&0&-4\\-1&&-2&&\\\hline &2&&&&\end{array}}}

  

```

4. Se sumen els valors de la columna:
```

  

    

      

        

          

            

              

              

                
2

              

              

                
3

              

              

                
0

              

              

                
−

                
4

              

            

            

              

                
−

                
1

              

              

              

                
−

                
2

              

              

              

            

            

              

              

                
2

              

              

                
1

              

              

              

              

            

          

        

      

    

    
{\displaystyle {\begin{array}{c|c c c c}&2&3&0&-4\\-1&&-2&&\\\hline &2&1&&&\end{array}}}

  

```

5. Es repeteixen els passos 3 i 4 fins al final:
```

  

    

      

        

          

            

              

              

                
2

              

              

                
3

              

              

                
0

              

              

                
−

                
4

              

            

            

              

                
−

                
1

              

              

              

                
−

                
2

              

              

                
−

                
1

              

              

                
1

              

            

            

              

              

                
2

              

              

                
1

              

              

                
−

                
1

              

              

                
[

                
−

                
3

                
]

              

              

            

          

        

      

    

    
{\displaystyle {\begin{array}{c|c c c c}&2&3&0&-4\\-1&&-2&-1&1\\\hline &2&1&-1&[-3]&\end{array}}}

  

```

Així, si {\displaystyle nombre\ original=divisor\times quocient+residu}, llavors
{\displaystyle P(x)=Q(x)R(x)+s\,\!}, on
{\displaystyle R(x)=2x^{2}+x-1\,\!} i {\displaystyle s=-3.\,\!}

### Trobar les arrels d'un polinomi
El teorema de les arrels racionals diu que per a un polinomi {\displaystyle f(x)=a_{n}x^{n}+a_{n-1}x^{n-1}+...+a_{1}x+a_{0}} per al que tots els seus coeficients (an fins a a0) són enters, si té arrels racionals, aquestes seran de la forma p/q, on p és un nombre sencer divisor de a0 i q és un nombre enter divisor de an. Així si el polinomi a dividir és
{\displaystyle P(x)=x^{3}+2x^{2}-x-2\,\!},
llavors les arrels racionals possibles són tots els enters divisors de a0 (−2):
{\displaystyle {\mbox{Arrels possibles:}}\left\{+1,-1,+2,-2\right\}}
(Aquest exemple és senzill perquè el polinomi és mònic (és a dir {\displaystyle a_{n}=1}); per a polinomis no mònics el conjunt d'arrels possibles inclourà algunes fraccions, però només un nombre finit donat que a'n i a0 només tenen un nombre finit de divisors enters cadascun.) En qualsevol cas, per a polinomis mònics, cada arrel racional és un nombre enter, així doncs cada arrels entera és precisament un divisor del terme constant. Es pot demostrar que això també és veritat per a polinomis no mònics, és a dir per a trobar les arrels enteres de qualsevol polinomi amb coeficients enters, n'hi ha prou amb provar els divisors del terme constant.
Així doncs, fent r igual a cada una d'aquestes possibles arrels, es prova de dividir el polinomi entre {\displaystyle (x-r)}. Si el residu del resultat és zero, s'ha trobat una arrel.
Es pot triar qualsevol dels següents dos mètodes: Tots dos porten al mateix resultat, amb l'excepció feta de què només els segon mètode permet de descobrir si una arrel donada és múltiple. (Recordeu que cap dels dos mètodes permetrà descobrir arrels irracionals o complexes.)

#### Mètode 1
Es prova de dividir P(x) entre el binomi (x − cada una de les possibles arrels). Si el residu és 0, el nombre triat és una arrel (i viceversa):
```
 | +1 +2 -1 -2 | +1 +2 -1 -2
 | |
 +1 | +1 +3 +2 -1 | -1 -1 +2
 ---|---------------------------- ----|---------------------------
 | +1 +3 +2 0 | +1 +1 -2 0

 | +1 +2 -1 -2 | +1 +2 -1 -2
 | |
 +2 | +2 +8 +14 -2 | -2 0 +2
 ---|---------------------------- ----|---------------------------
 | +1 +4 +7 +12 | +1 0 -1 0

```

{\displaystyle x_{1}=+1\,\!}
{\displaystyle x_{2}=-1\,\!}
{\displaystyle x_{3}=-2\,\!}

#### Mètode 2
Es comença igual que al mètode 1 fins que es troba una arrel vàlida. Llavors, en comptes de recomençar el procés amb les altres arrels possibles, es continuen provant les arrels possibles enfront del resultat de dividir entre l'arrel vàlida que s'ha trobat, això es repeteix fins que només queda un coeficient (recordeu que les arrels poden estar repetides: si una arrel possible ho és no s'ha de descartar sinó que cal tornar-la a provar i només descartar-la quan el residu sigui diferent de zero):
```
 | +1 +2 -1 -2 | +1 +2 -1 -2
 |
 -1 | -1 -1 +2 -1 | -1 -1 +2
 ---|--------------------------- ----|---------------------------
 | +1 +1 -2 |0 | +1 +1 -2 | 0
 |
 +2 | +2 +6 +1 | +1 +2
 ------------------------- -------------------------
 | +1 +3 |+4 | +1 +2 | 0
 |
 -2 | -2
 -------------------
 | +1 | 0

```

{\displaystyle x_{1}=+1\,\!}
{\displaystyle x_{2}=-1\,\!}
{\displaystyle x_{3}=-2\,\!}

### Factorització de polinomis
Un cop s'han trobat les arrels d'un polinomi emprant algun dels mètodes que s'han explicat abans (o, de fet, per qualsevol altre mètode) és una qüestió trivial de [factoritzar] el polinomi emprant aquestes arrels. És ben conegut que a cada factor lineal (x-r) que divideix a un polinomi donat li correspon una arrel r, i vice versa.
Així doncs si
{\displaystyle P(x)=a_{n}x^{n}+a_{n-1}x^{n-1}+\cdots +a_{1}x+a_{0}\,\!} és el polinomi a factoritzar; i
{\displaystyle R=\left\{x\in \mathbb {Q} :P(x)=0\right\}\,\!} són les arrels que s'han trobat, llavors el producte
{\displaystyle R(x)=a_{n}{\prod (x-r)}\ \forall \ r\in R\,\!}.
Pel teorema fonamental de l'àlgebra, R(x) ha de ser igual a P(x), si totes les arrels de P(x) són racionals. Ara bé com que s'ha emprat un mètode que només troba arrels racionals, és molt probable que R(x) no sigui igual a P(x); és molt probable que P(x) tingui algunes arrels irracionals o complexes. Així es considera
{\displaystyle S(x)={\frac {P(x)}{R(x)}}\,\!}, el qual es pot calcular dividint els polinomis.
Si {\displaystyle S(x)=1}, llavors es coneix {\displaystyle R(x)=P(x)} i ja està. Sinó, S(x) mateix és un polinomi; aquest és un altre factor de P(x) que no té arrels racionals. Així es pot desenvolupar completament el cantó dret de la següent equació:
{\displaystyle P(x)=R(x)*S(x)\,\!}
D'això se'n diu una factorització completa de P(x) sobre Q (els racionals) si {\displaystyle S(x)=1}. Sinó, només es té una factorització parcial de P(x) sobre Q, la qual no es pot factoritzar més sobre els racionals; però pot ser que es pugui factoritzar més sobre els reals i si mes no sempre es podrà acabar de factoritzar sobre els complexos. (Nota: s'entén per factorització completa sobre Q, la factorització en polinomis amb coeficients racionals, tal que cada factor és irreductible sobre Q, on "irreductible sobre Q" vol dir que el factor no es pot escriure com el producte de dos polinomis no constants amb coeficients racionals de grau més petit.)

#### Exemple 1: sense residu
Sia
{\displaystyle P(x)=x^{3}+2x^{2}-x-2\,\!}
Emprant els mètodes descrits abans, les arrels racionals de P(x) són:
{\displaystyle R=\left\{+1,-1,-2\right\}\,\!}
Llavors, el producte de (x − cada arrel) és
{\displaystyle R(x)=1(x-1)(x+1)(x+2)\,\!}
I P(x)/Q(x):
{\displaystyle S(x)=1\,\!}
Així el polinomi factoritzat és {\displaystyle P(x)=R(x)*1=R(x)}:
{\displaystyle P(x)=(x-1)(x+1)(x+2)\,\!}

#### Exemple 2: amb residu
Sia
{\displaystyle P(x)=2x^{4}-3x^{3}+x^{2}-2x-8\,\!}
Emprant els mètodes descrits abans, les arrels racionals de P(x) són:
{\displaystyle R=\left\{-1,+2\right\}\,\!}
Llavors, els productes de (x − cada arrel) és
{\displaystyle R(x)=2(x+1)(x-2)\,\!}
I P(x)/Q(x)
{\displaystyle S(x)=2x^{2}-x+4\,\!}
Com que {\displaystyle S(x){\neq }1}, el polinomi factoritzat és {\displaystyle P(x)=R(x)*S(x)}:
{\displaystyle P(x)=(x+1)(x-2)(2x^{2}-x+4)\,\!}

### Trobar el valor numèric d'un polinomi
Per trobar el valor numèric d'un polinomi, P(a), només hem d'aplicar la Regla de Ruffini per dividir el polinomi P(x) entre {\displaystyle x-a}. El valor del residu serà el valor numèric del polinomi P(x) per {\displaystyle x=a}
Per exemple, podem trobar el valor numèric del polinomi: {\displaystyle P(x)=2x^{3}+3x^{2}-4\,\!} per x=2 fent la divisió entre: {\displaystyle Q(x)=x-2\,\!}
```
 | 2 3 0 -4
 |
 2 | 4 14 28
 --|----------------------------
 | 2 7 14 | 24
 | residu

```

Per tant, P(2)= 24

## Justificació de la regla de Ruffini
Es basa en l'algoritme de la multiplicació encaixada (és el que minimitza les operacions necessàries a l'hora de calcular el valor numèric d'un polinomi). Aquest diu que si expressem un polinomi com ara {\displaystyle P(x)=2x^{3}-5x^{2}+x+8} de la forma {\displaystyle P(x)=x(2x^{2}-5x+1)+8=x(x(2x-5)+1)+8}, a l'hora de calcular, per exemple {\displaystyle P(3)=3\cdot (3\cdot (2\cdot 3-5)+1)+8}, que són exactament les operacions efectuades per aquest enginyós mètode. El resultat final, gràcies al teorema del residu, sabem que és el residu corresponent a dividir el polinomi per {\displaystyle x-3}